# Marek Przeworski

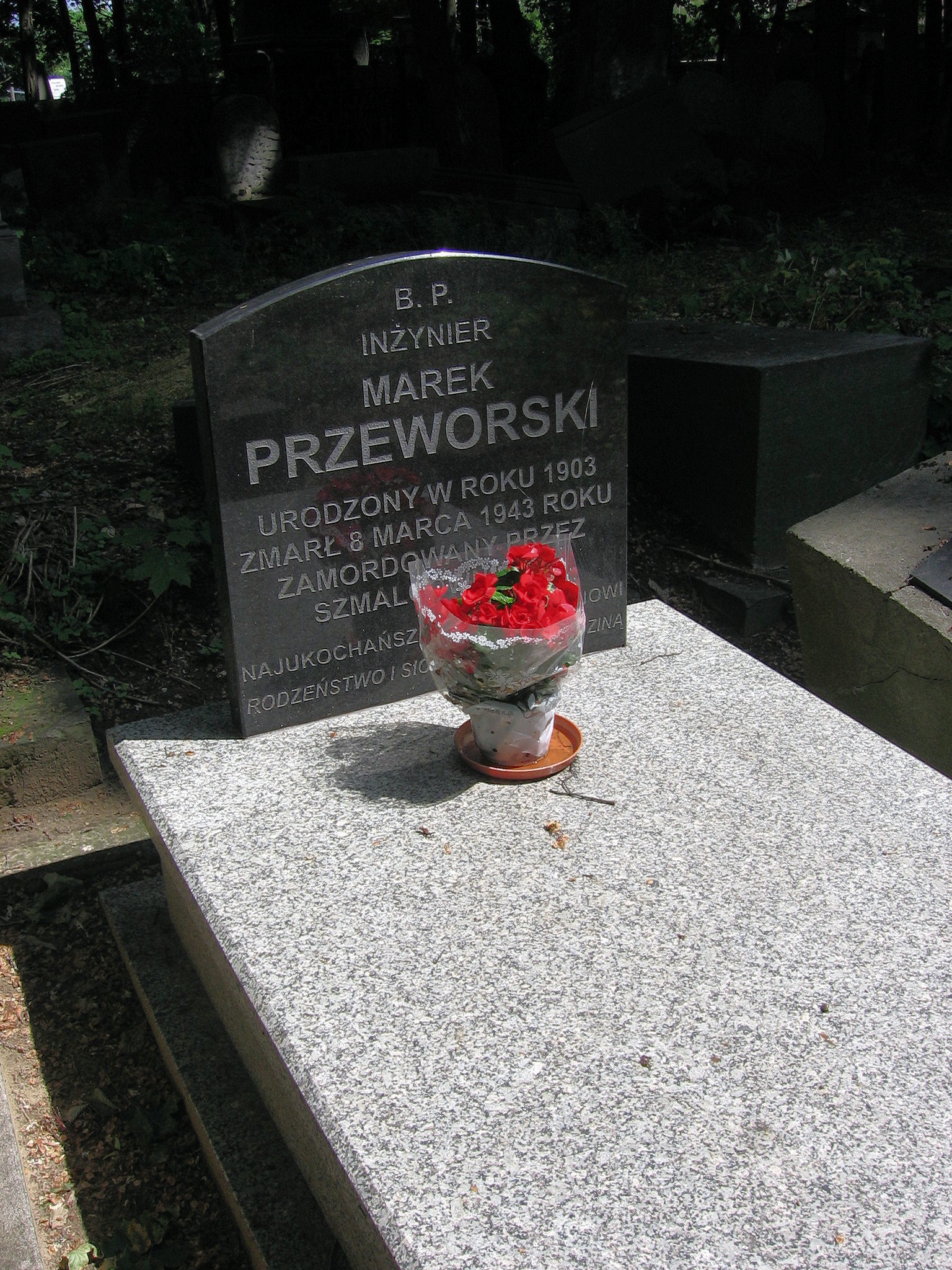
Grób Marka Przeworskiego na cmentarzu żydowskim przy ul. Okopowej
w Warszawie

Marek Przeworski (ur. 15 października 1903 w Warszawie, zm. 8 marca 1943 tamże) – polski wydawca i księgarz pochodzenia żydowskiego.

## Życiorys
Ukończył Gimnazjum Mariana Rychłowskiego w Warszawie, a następnie studia inżynierskie. Działalność wydawniczą kontynuował po swoim ojcu – Jakubie. 
Podczas II wojny światowej przebywał w getcie warszawskim, gdzie prowadził księgarnię oraz czytelnię przy ul. Leszno 50. Został zamordowany przez szmalcowników.
Spoczywa na cmentarzu żydowskim przy ul.Okopowej w Warszawie (kwatera 1, rząd 30).